# 김영준 (1928년)
김영준(金永駿, 1928년 ~ 2013년 12월 26일, 경남 창원)은 대한민국의 법조인이다.

## 학력
- 1952년 : 경북대학교 법학 학사

## 경력
- 1956년 : 제2회 판검사 특별임용시험 합격
- 1957년: 육군법무관
- 1959년: 서울지방법원 판사
- 1963년: 서울고등법원 판사
- 1966년: 서울형사지방법원 부장판사 (1967년 동백림사건 재판장)
- 1968년 : 서울민사지방법원 부장판사(1급)
- 1973년 3월 ~ 1974년 1월 : 서울고등법원 부장판사(차관급)
- 1974년 1월 ~ 1974년 3월 : 비상고등군법회의 판사
- 1974년 3월 ~ 1976년 8월 : 청와대 사정특별보좌관실 비서관(1급)
- 1976년 8월 ~ 1980년 9월 : 청와대 사정특별보좌관(차관급)
- 1980년 10월 ~ 1992년 7월 : 감사원 감사위원
- 1988년 7월 ~ 1992년 7월 : 제13대 감사원장(부총리급)
- 1992년 8월 ~ 1993년 2월 : 제14대 감사원장

| 전임 황영시 | 제13대 감사원장 1988년 7월 4일 ~ 1992년 7월 3일 | 후임 김영준 (서리) |

| 전임 김영준 | 감사원장 서리 1992년 7월 4일 ~ 1992년 8월 12일 | 후임 김영준 |

| 전임 김영준 (서리) | 제14대 감사원장 1992년 8월 13일 ~ 1993년 2월 24일 | 후임 이회창 |